# Mycena papillata
Mycena papillata är en svampart som först beskrevs av Peck, och fick sitt nu gällande namn av A.H. Sm. 1947. Mycena papillata ingår i släktet Mycena och familjen Mycenaceae.   Inga underarter finns listade i Catalogue of Life.